# Borga hage
Borga hage je přímořská pobřežní přírodní rezervace na západním pobřeží ostrova Öland u města Borgholm v okrese Borgholm v kraji Kalmar v jižním Švédsku. Nachází se také pod hradem Borgholm (Borgholm slott) a vedle SolIidenského paláce (Sollidens slott) na pobřeží Kalmarského průlivu Baltského moře. Borga hage je také součástí soustava chráněných území Natura 2000.

## Další informace
Území je chráněno od roku 1932 a má rozlohu 163 hektarů. Tvoří ji bývalé pastviny, které jsou nyní porostlé listnatými lesy. V rezervaci se nacházejí četné stezky a také pozůstatky majáku Borgholm z roku 1865. Lesní plochu dnes tvoří převážně starší, hájovité dubové lesy s jasnými prvky křovin, převážně lískových ořechů. Vyskytuje se zde také neobvyklý jilmový les. Dokud byl hrad Borgholm využíván jako pevnost, tak byly zde otevřené pastviny. Když pastva ustala, oblast začala znovu zarůstat do současné podoby lesa. Nachází se zde také početné společenství chráněných rostlin a živočichů.

## Galerie

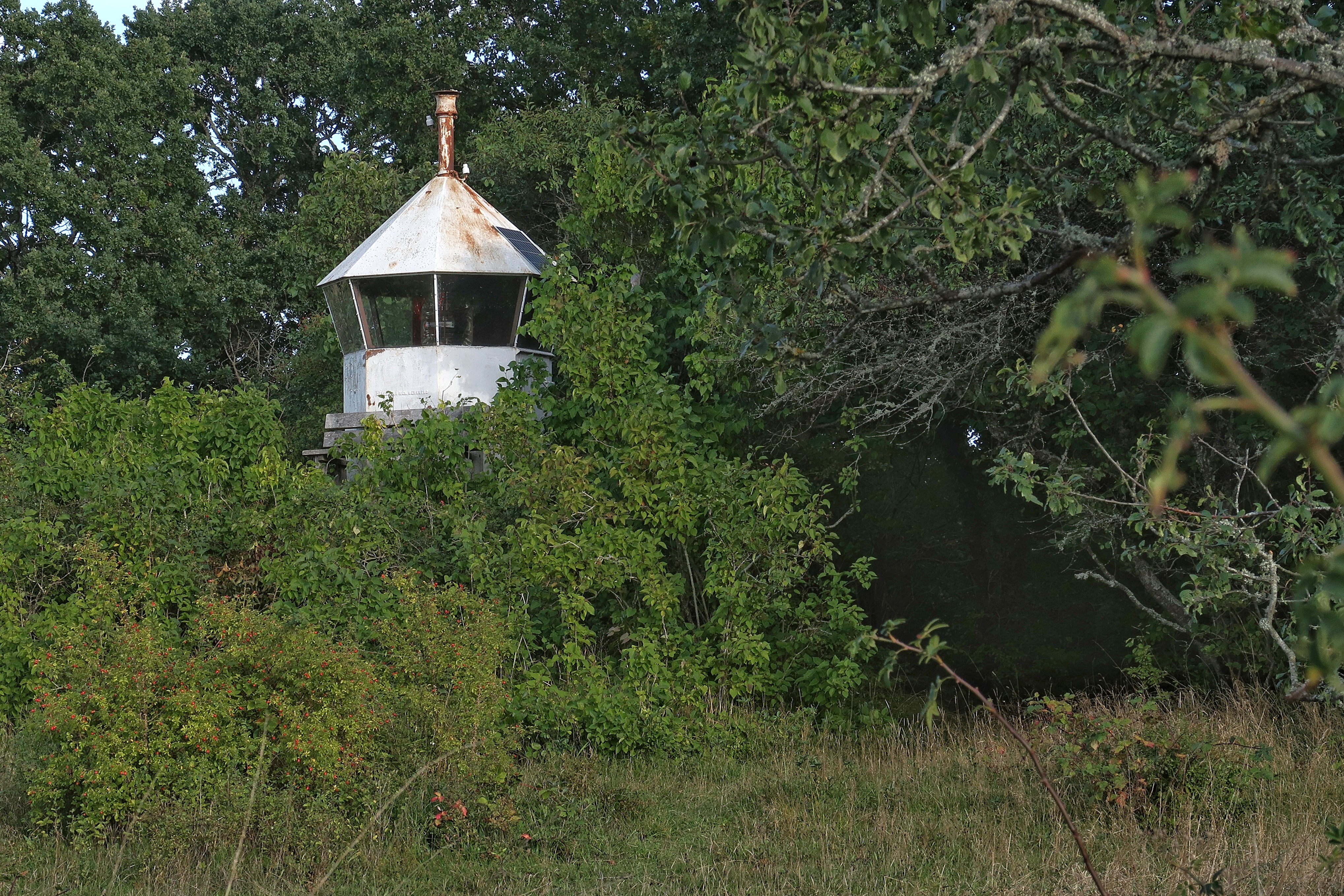
Maják
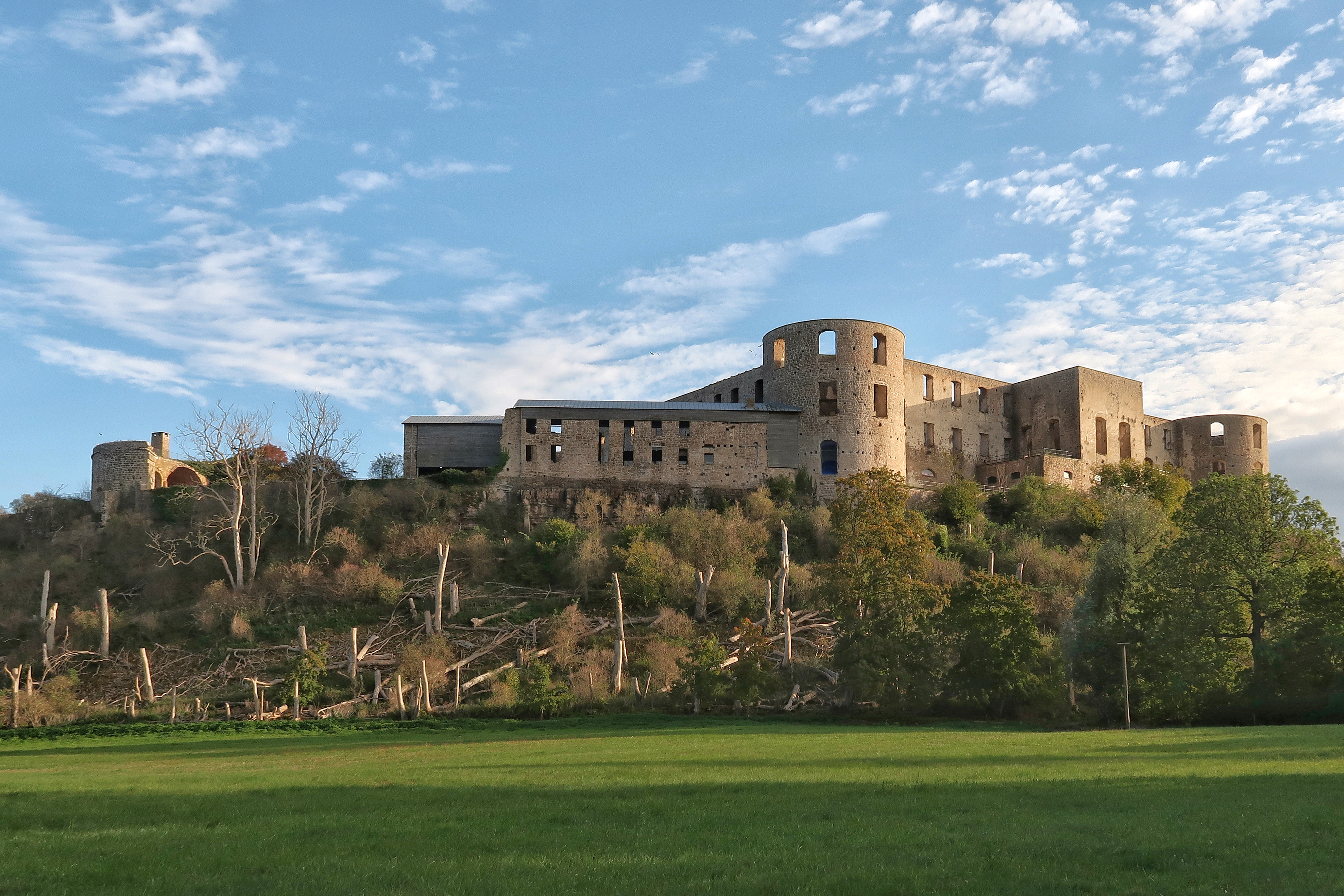
Hrad Borgholm
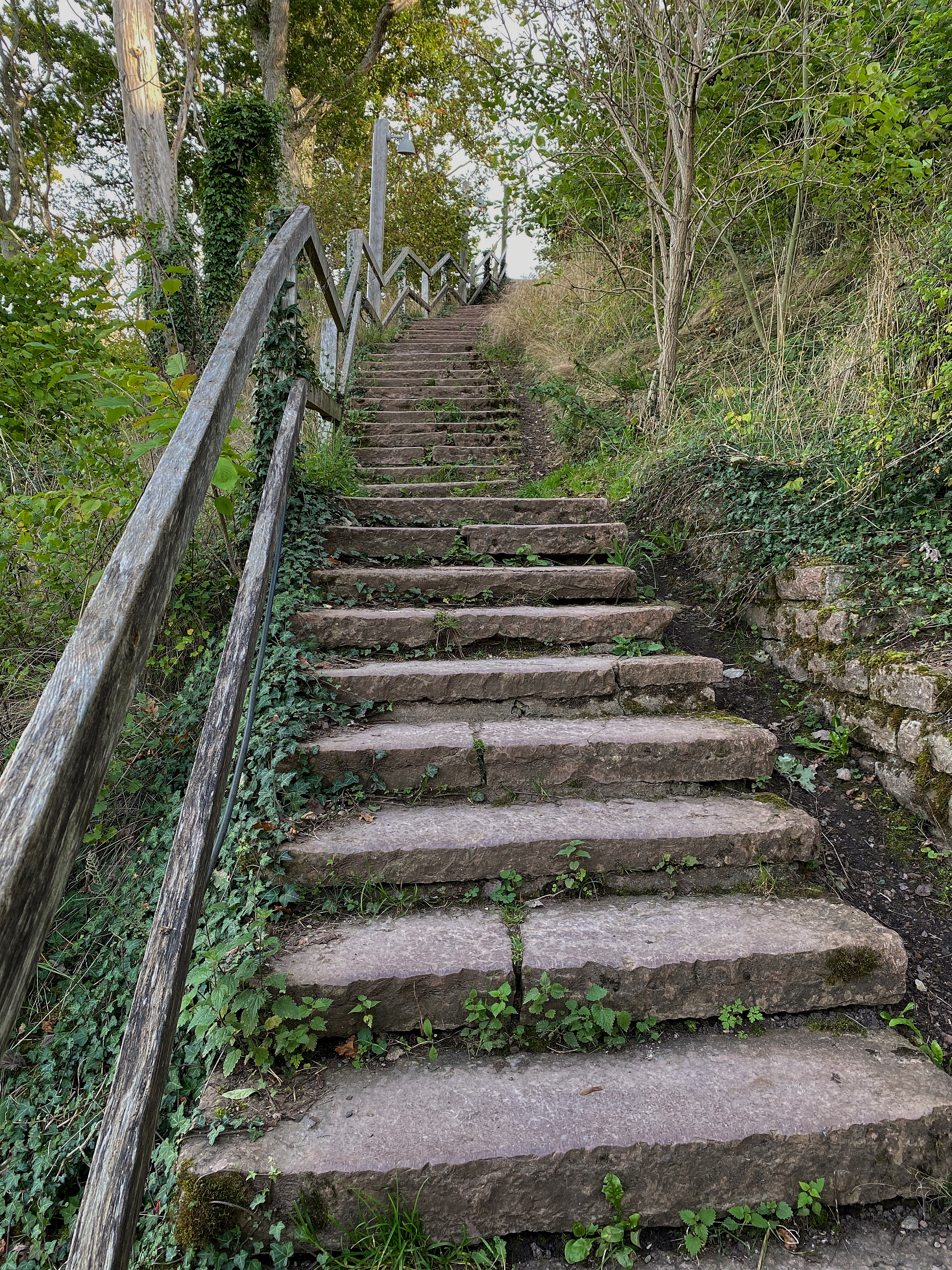
Kamenné schody
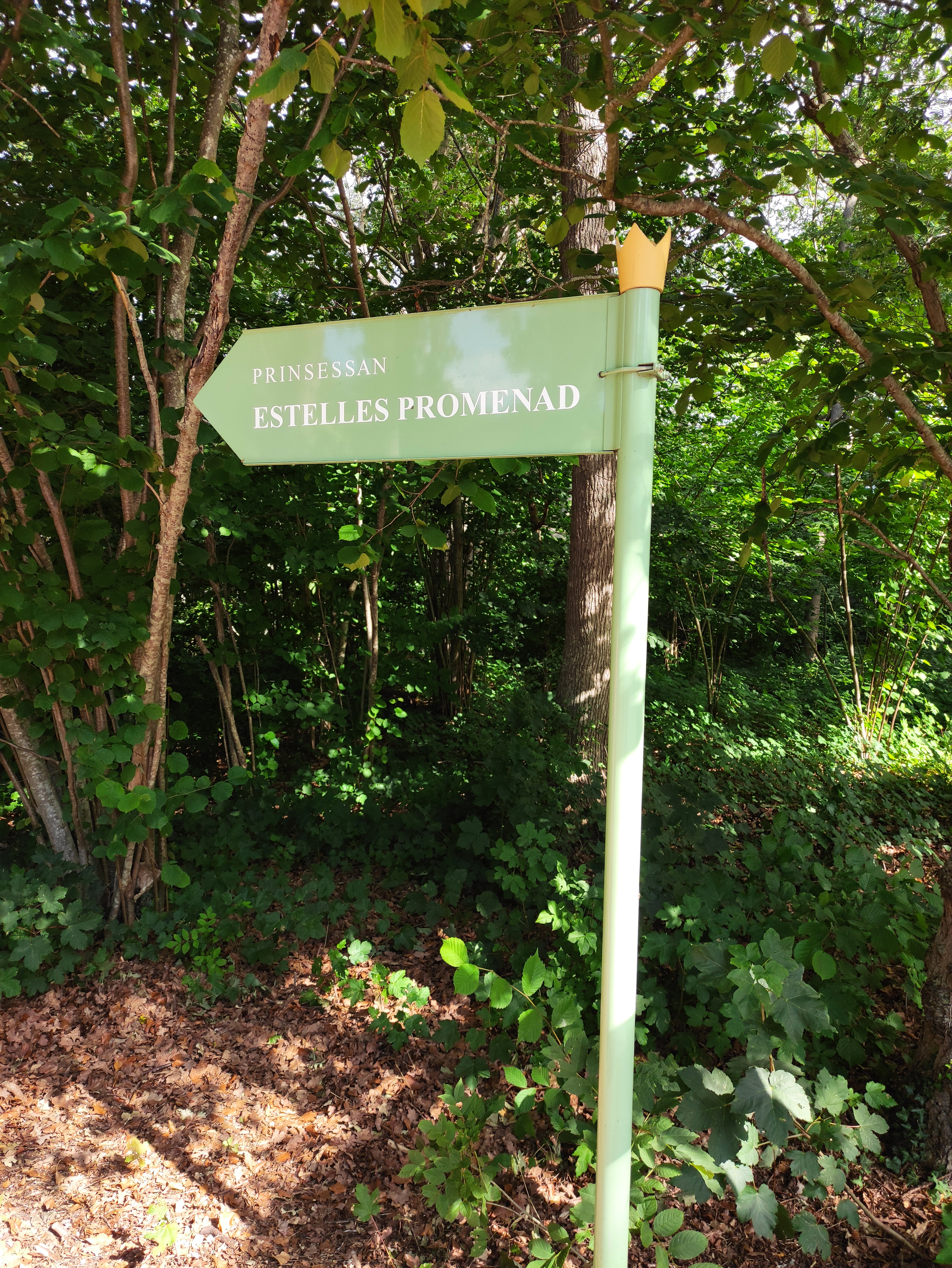
Promenáda princezny Estel
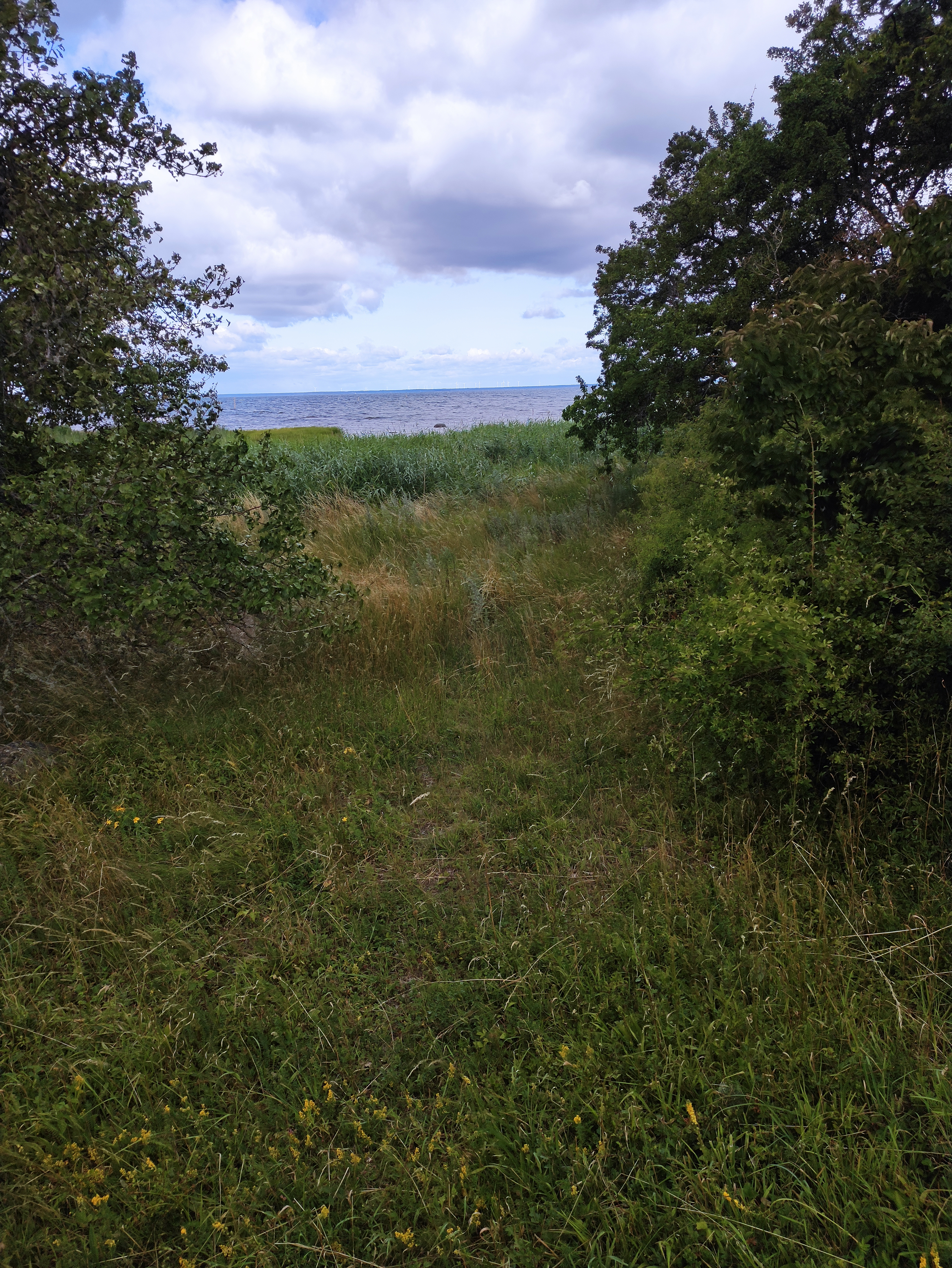
Výhled na Baltské moře
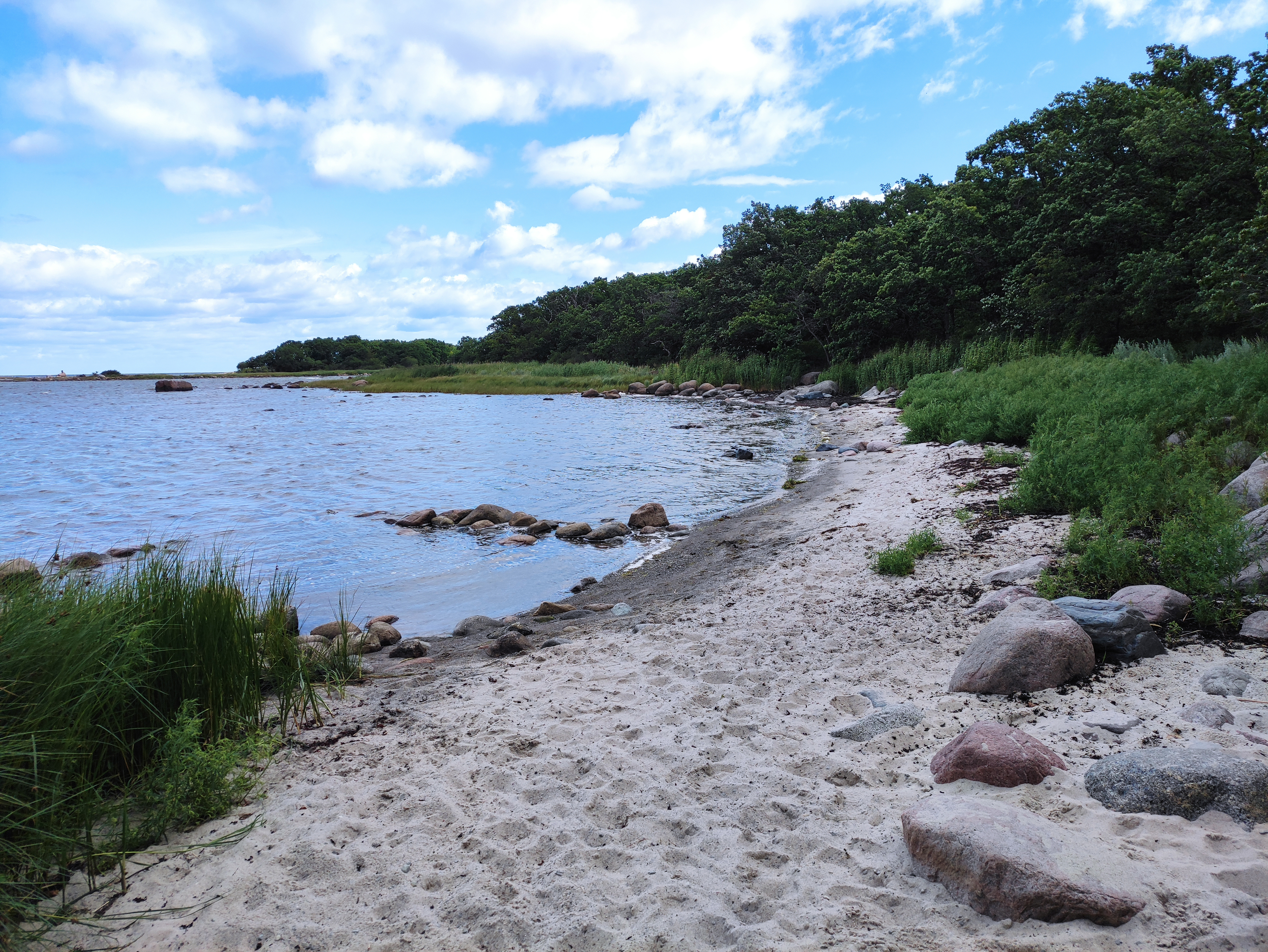
Pobřeží
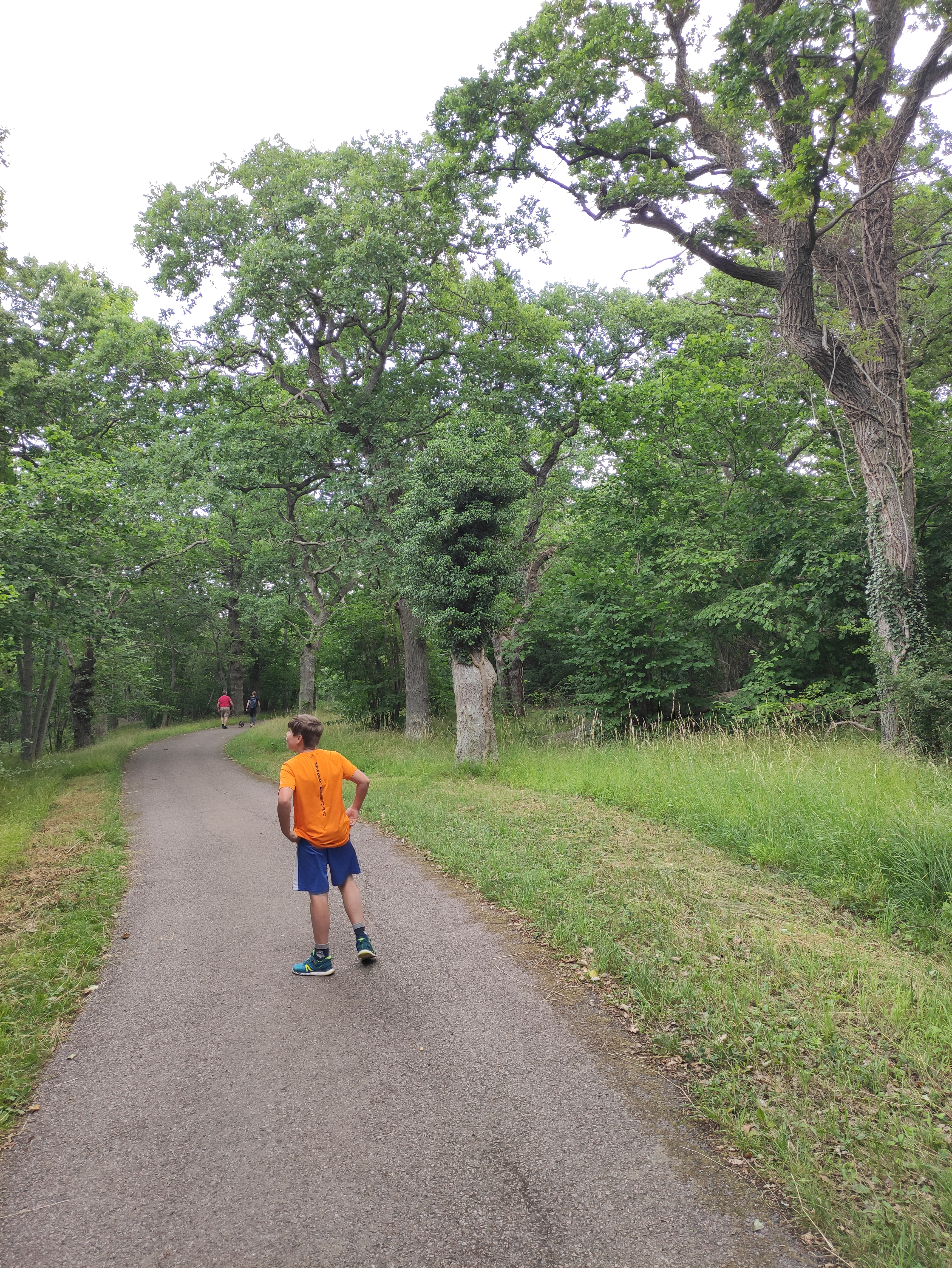
Silnice u pobřeží
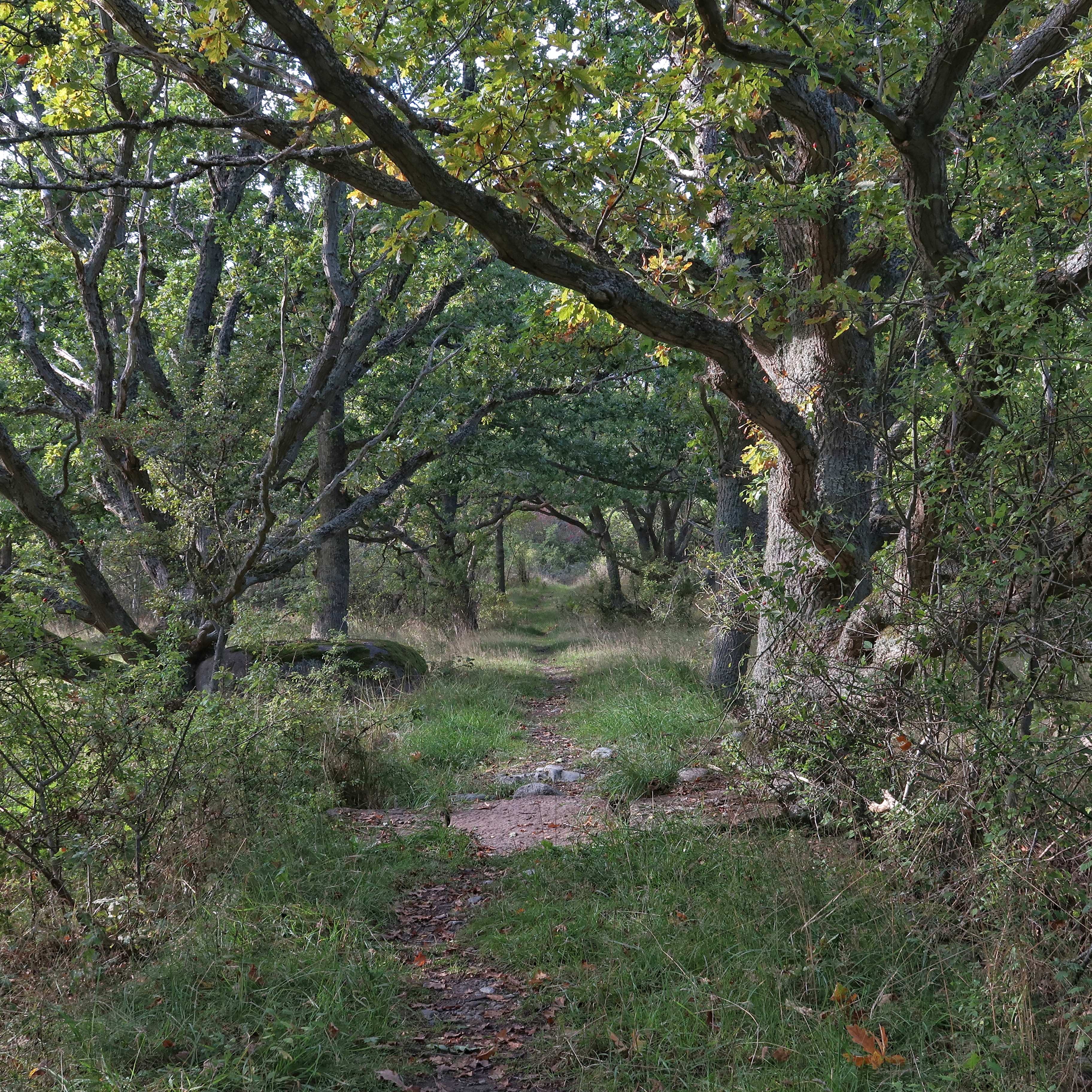
Cesta k majáku